# Cathédrale Sainte-Marie de Lombez
Cette  cathédrale n’est pas la seule cathédrale Sainte-Marie.
La cathédrale Sainte-Marie de Lombez est une ancienne cathédrale catholique romaine, située à Lombez, dans le département du Gers, en France. Elle a été le siège du diocèse de Lombez, créé en 1317 et divisé lors du concordat de 1801 entre le diocèse de Bayonne et l’archidiocèse de Toulouse. Elle a été construite aux XIVe et XVe siècles.
L’église et son clocher font l’objet d’un classement au titre des monuments historiques depuis 1846.

## Historique

### Origine
L'histoire de Lombez commence par une légende, celle de Majan ou Maianus, évêque d'Antioche qui après avoir visité Rome, l'Italie et l'Espagne se serait retiré dans un lieu appelé Lumbarium, l'actuelle Lombez.
Cette évangélisation du pays par un Majan à la fin du VIe siècle ou au début du VIIe siècle est rendue probable par les résultats des fouilles archéologiques qui ont permis de trouver un habitat gallo-romain : des restes d'une industrie céramique sur la colline de Galane surplombant Lombez, un autel antique découvert dans la vallée de la Save. À sa mort on construisit un oratoire au sommet de la colline voisine et des miracles se seraient produits sur son tombeau.

### Abbaye bénédictine
Un acte de donation du lieu de Lombez et de l'oratoire de Saint-Majan à Attilon, abbé de Saint-Thibéry, aurait été fait à Béziers par Raymond Rafinel le jeudi 21 mars sous le règne de Charlemagne et de son fils Louis, roi d'Aquitaine. Le chanoine Marboutin émet des doutes sur la véracité de cette donation alors qu'elle ne fait pas de doute pour le chanoine Étienne Delaruelle qui se base sur cet acte pour valider le culte de Majan à Lombez.
C'est à la suite de cette donation que des moines bénédictins de Saint-Thibéry vinrent à Lombez pour y fonder une abbaye sous l'invocation de Notre-Dame.
Les moines transférèrent en 892 les reliques de saint Majan à l'abbaye de Villemagne dont l'église est dédiée au saint. Pour les habitants de Lombez, ce transfert a été considéré comme un vol qui a créé un sentiment de frustration qui a duré jusqu'à ce qu'on ramène un cubitus du saint à Lombez en 1698.[réf. nécessaire]
De cette église primitive il ne reste rien, sauf, peut-être, les deux chapiteaux en marbre des Pyrénées servant de bénitiers et qui ont été rattachés au groupe des chapiteaux préromans du Gers datés du VIIe siècle.

### Abbaye augustinienne
En 1125, l'abbaye de Lombez se détacha de Saint-Thibéry. L'abbaye souhaitait trouver un appui pour contrer la convoitise des comtes de Comminges dont les terres entouraient celles de l'abbaye. Elle choisit de se donner au chapitre de la cathédrale de Toulouse et en adopta la règle qu'il suivait, celle des chanoines réguliers de saint Augustin.
Ce n'est qu'en 1284 que le comte de Comminges accepta ce transfert en signant un accord fixant les limites de leurs domaines respectifs.
De l'ancienne église romane il ne reste que la base de la tour du clocher avec les trois fenêtres en plein cintre et une grande fenêtre en pierre, murée, à l'ouest de la façade nord.
Le cloître qui se trouvait au sud de l'église il reste des chapiteaux conservés au Musée des Augustins de Toulouse et au Victoria and Albert Museum de Londres. L'un des chapiteaux du cloître de Lombez est une copie d'un chapiteau du cloître de la cathédrale de Toulouse.

Martyre d'un saint, chapiteau conservé au musée des Augustins de Toulouse
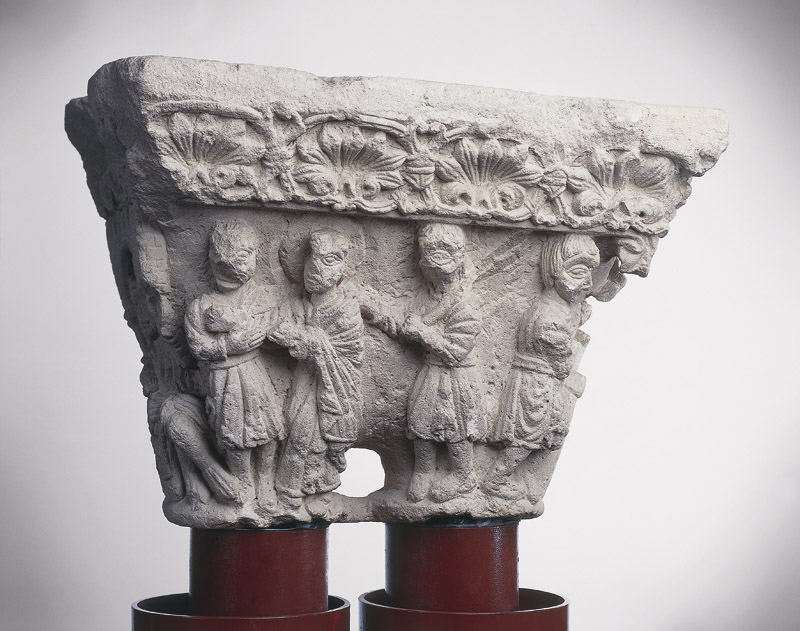
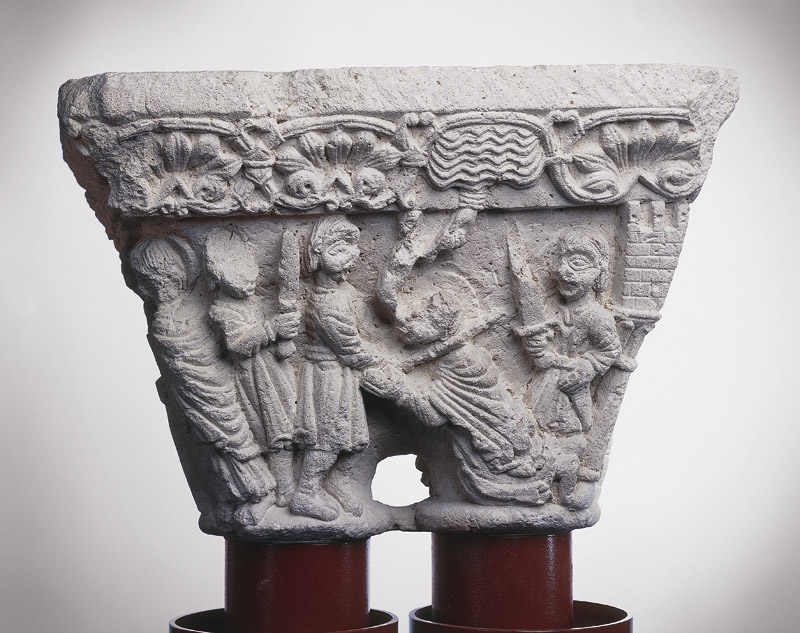
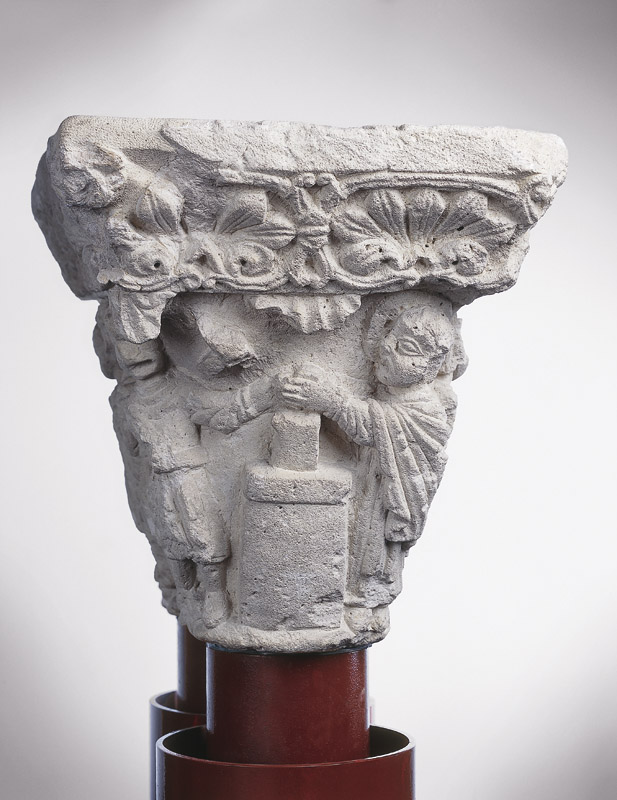
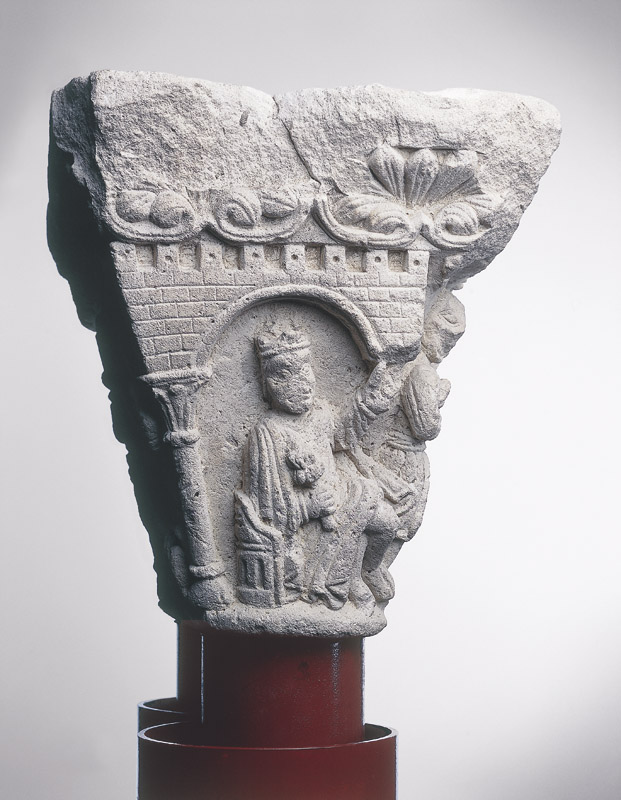

### Cathédrale
Le pape Jean XXII décida de diviser l'évêché de Toulouse par création de nouveaux diocèses. En 1296, celui de Pamiers, et en ceux de 1317, Lavaur, Lombez, Mirepoix, Montauban, Rieux et Saint-Papoul. L'évêché de Toulouse devient alors un archevêché.
Le dernier abbé et premier évêque de Lombez, entre 1317 et 1328, était Arnaud Roger, fils d'un comte de Comminges, qui a été ensuite désigné comme évêque de Clermont. Son successeur a été Jacques Colonna jusqu'en 1341, puis Antoine, ancien abbé de Fontfroide, entre 1341 et 1348. Jacques Colonna, d'une célèbre famille italienne, était Gascon par sa mère, Gaucerande de l'Isle-Jourdain. Ami du poète Pétrarque, il l'amena à Lombez en mars 1330 et en fit un chanoine de la cathédrale.
Deux accords ont été conclus en 1336 et 1346 entre les évêques successifs et le chapitre de la cathédrale pour la répartition des bâtiments. La cathédrale actuelle a été construite après 1317. Cette reconstruction a commencé par le clocher et la première travée de la nef principale. Le plan de l'église semble avoir été inspiré par l'église des Jacobins de Toulouse.
Dans l'accord de 1336, l'évêque et les chanoines se répartirent les bâtiments. L'évêque récupérait les anciens bâtiments abbatiaux qui se trouvaient au sud de l'église mais il s'engageait à faire construire un nouveau cloître à deux étages du côté ouest avec le droit de sépulture des chanoines dans le nouveau cloître.
On ne possède pas de documents permettant de préciser le plan et l'ordre de construction de l'église. L'article 3 de l'accord semble montrer qu'il était prévu de construire une église à trois nefs. C'est cette clause qui a entraîné les chanoines à faire un procès en 1719 contre leur évêque Fagon qui avait fait construire des bâtiments contre la façade sud de l'église.

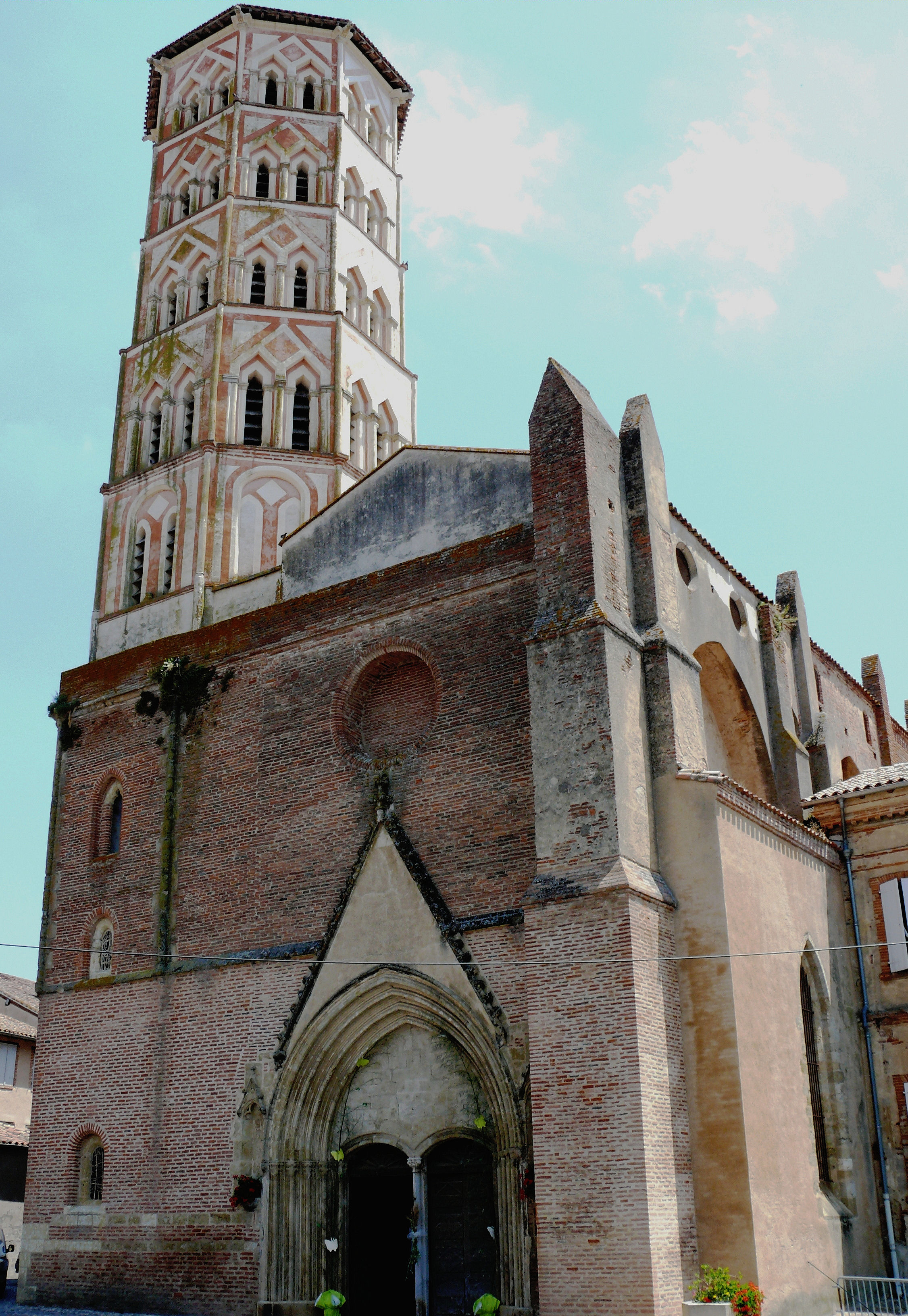
Façade de la cathédrale
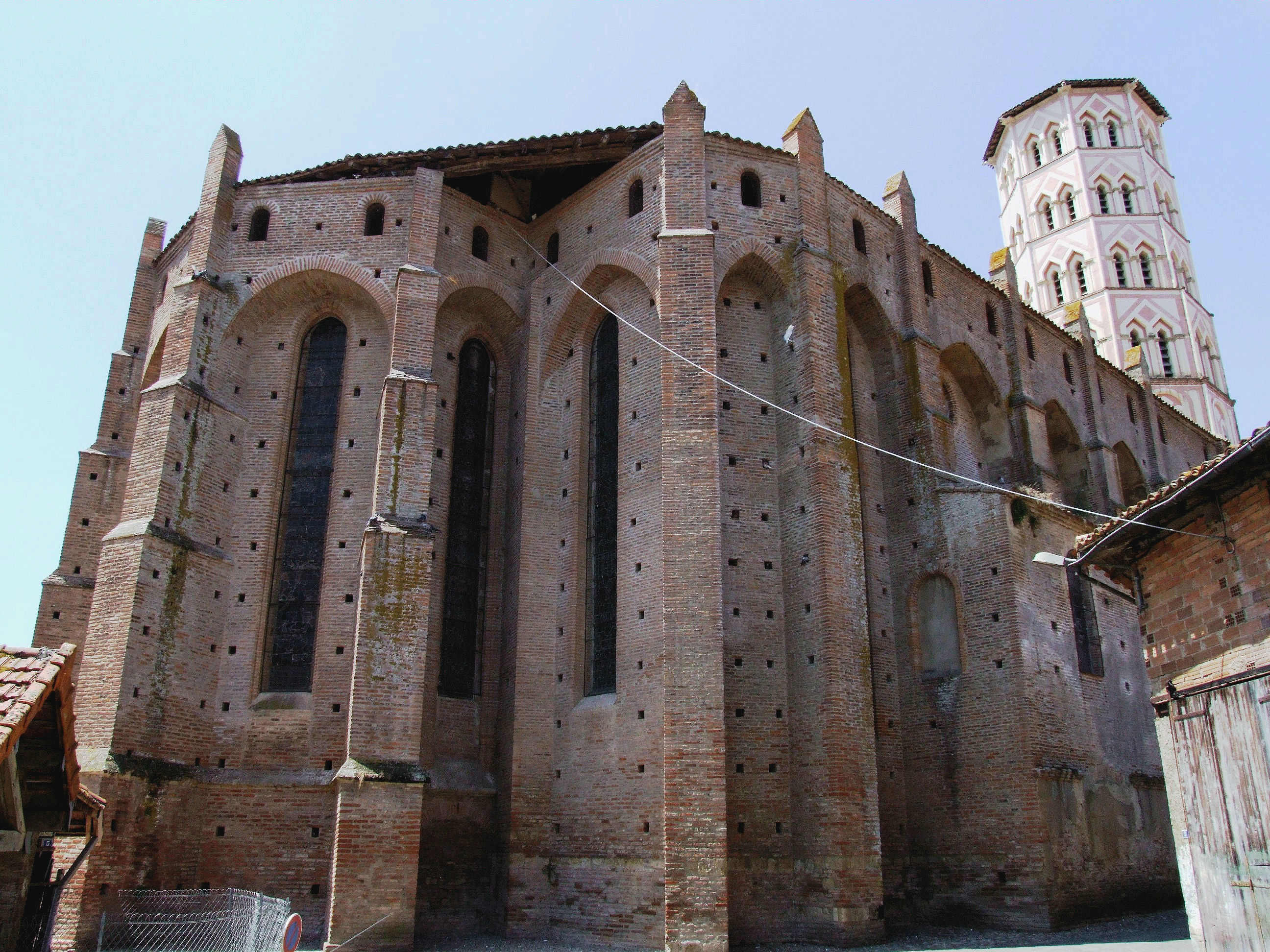
Chevet
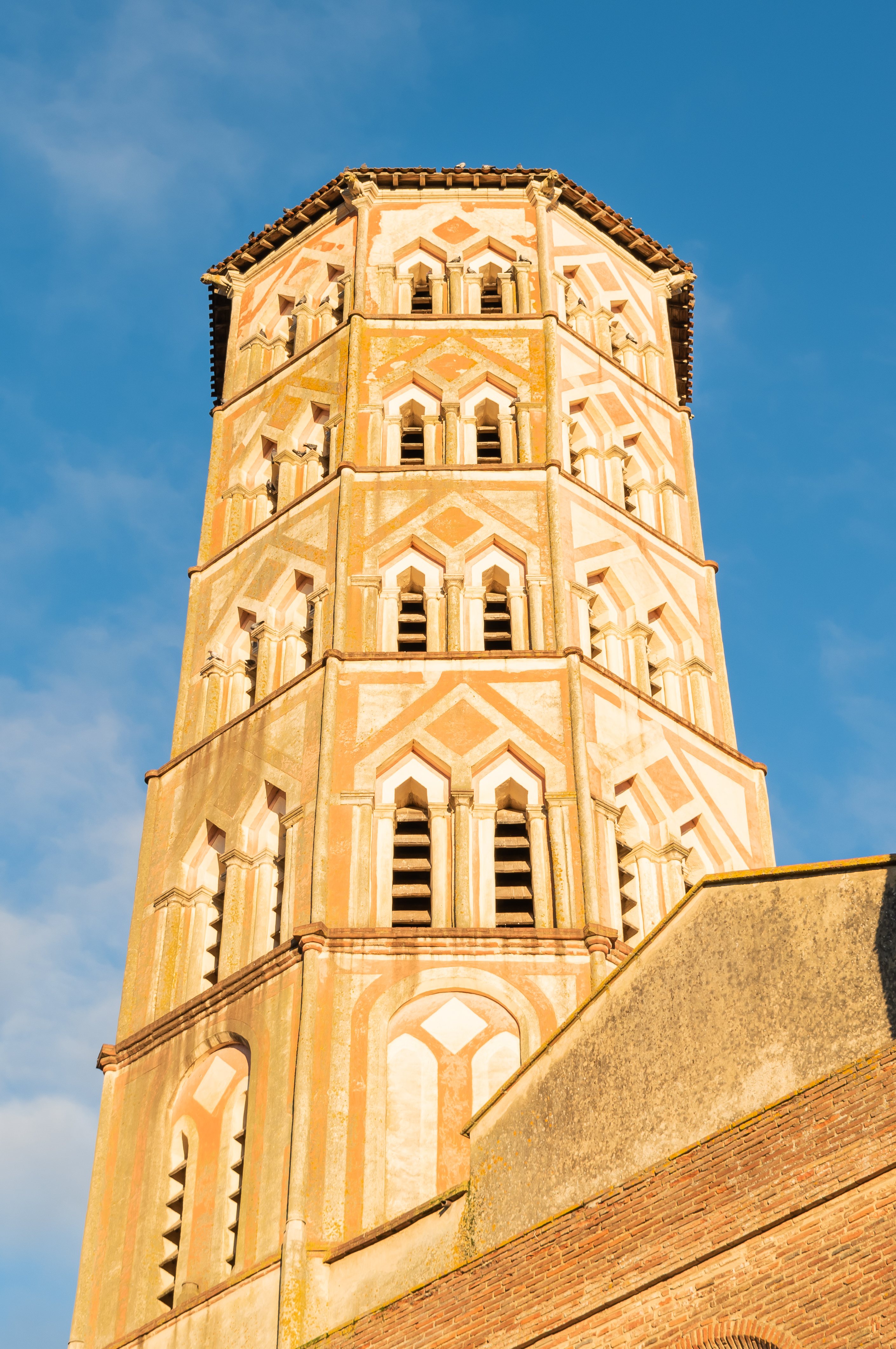
Clocher
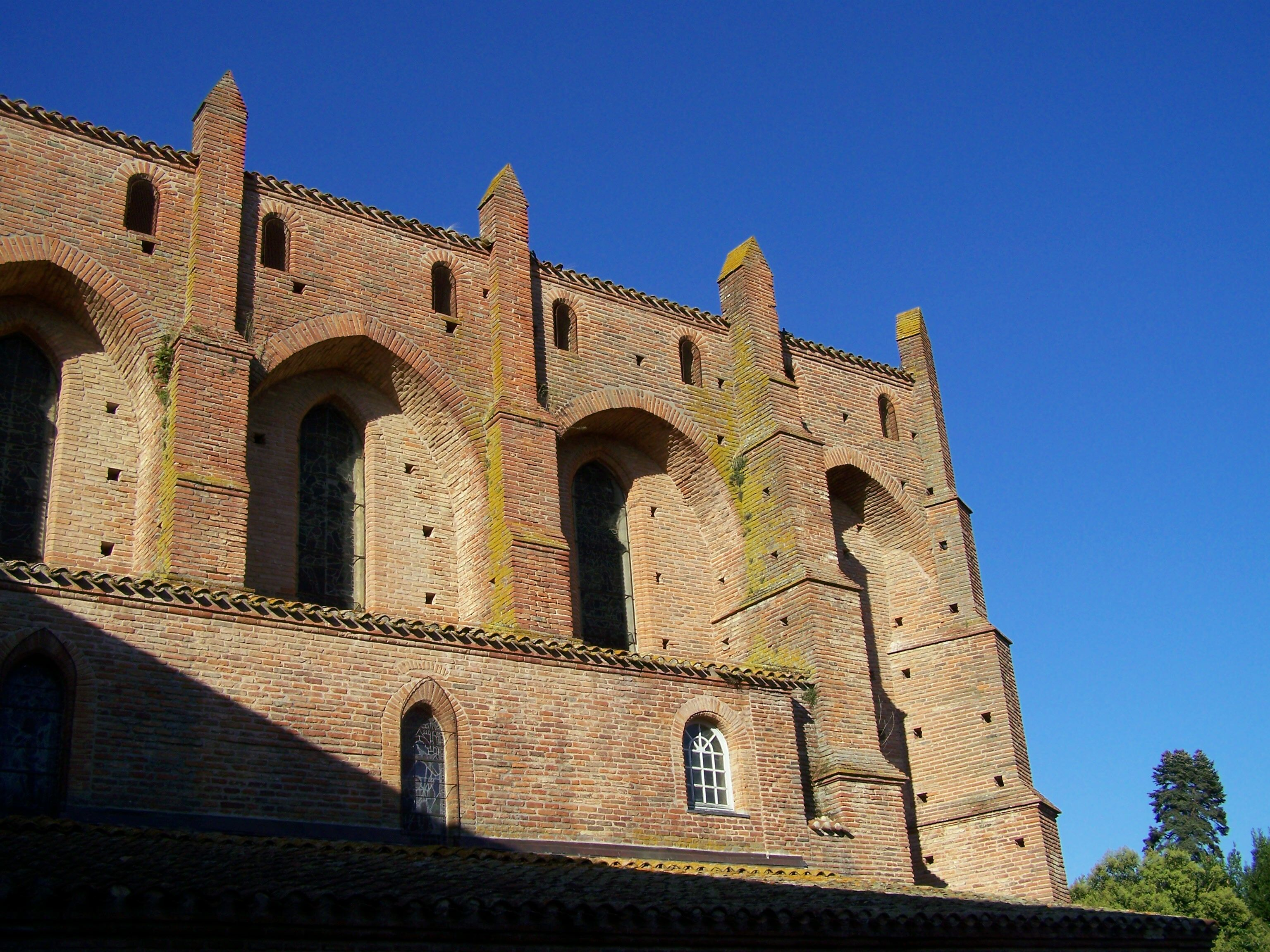
Façade sud

L'abbé Clergeac a donné dans la Revue de Gascogne de 1904 la traduction de l'accord qu'il a trouvé dans les Archives du Vatican, passé le 19 juillet 1346 entre l'évêque Antoine et le chapitre :

« En compensation des concessions précédentes, l'évêque est tenu de faire bâtir,à ses frais pour l'usage des chanoines, sur la place contiguë à l'église, vers l'œuvre neuf de cette dernière du côté des maisons de feu Pierre de Saint-Étienne, maréchal, un cloître à rez-de-chaussée et à un étage communiquant avec l'église et le chœur. Après la bénédiction du nouveau cloître de la chapelle, située devant l'église, le droit de sépulture que les chanoines ont dans le cloître actuel détenu par l'évêque sera transféré au nouveau cloître. Il sera bâti selon la longueur et largeur de la place, à rez-de-chaussée et à un étage, d'après le plan d'un maître-maçon expert dans ses constructions. Les deux parties devaient être représentées par le prévôt du chapitre et Guillaume Arnaud de Mirabeau, chanoines, Pierre Pons et Bernard Bonhomme, recteur des églises de Palma et de Saint-Pierre-de-Calins, dans le diocèse de Narbonne, familiers de l'évêque ou d'autres personnes à leurs choix »

Il ne semble pas que ce cloître ait été construit mais des éléments montrent que des amorces ont été faites sur le clocher. Par contre il a existé un cimetière sur la place devant l'église jusqu'en 1770.
Cet accord montre que la première travée et le clocher étaient en cours de construction à cette date, c'est l'opus novum, probablement contre l'opus antiquum.
Entre 1356 et 1376, les chevauchées du Prince Noir ont fait de nombreux dégâts. En 1355, on le voit en Armagnac. En 1364, le chanoine Marboutin note que les grandes compagnies ont pillé la ville et le pays d'alentour. En 1365, c'est le bâtard de l'Isle-Jourdain qui se livre aux pires excès contre les églises du diocèse. On note un incendie qui détruisit en 1361 une partie du palais épiscopal se trouvant au sud de l'église. Il en déduit que l'église devait nécessiter des réparations importantes. Cependant, l'abbé Clergeac dans son article sur « La désolation des églises, monastères et hôpitaux de Gascogne (1356-1378) », dans la Revue de Gascogne de 1905, n'a pas inscrit la cathédrale de Lombez parmi les églises ruinées.

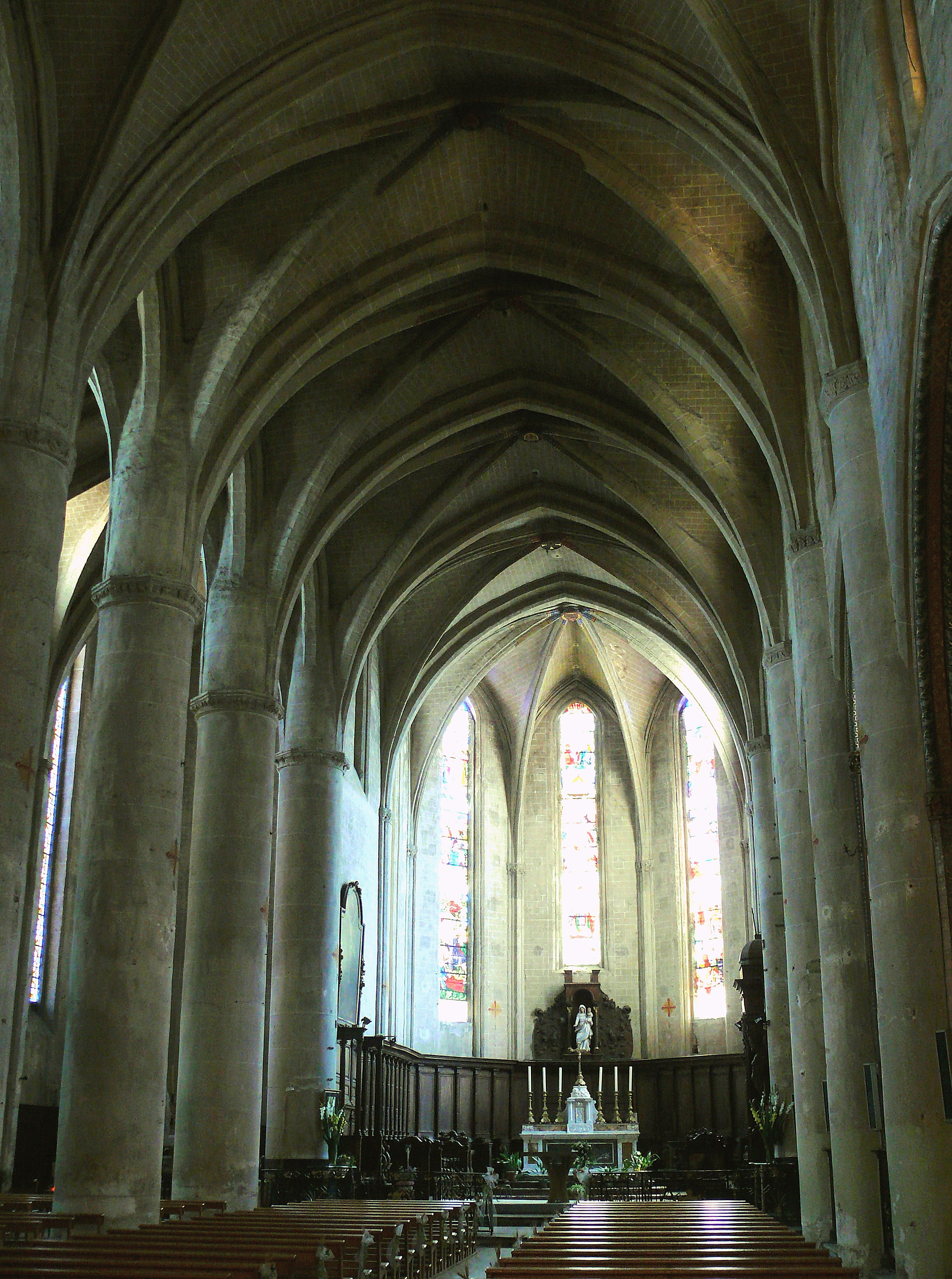
Grande nef. On peut voir à droite les fausses piles qui avaient été prévues en cas de réalisation d'une troisième nef

Dans l'analyse de la cathédrale, Paul Mesplé indique que celle-ci avait été prévue à deux nefs égales au moment de la construction de la première travée comprenant le clocher. C'est ce qu'indique des amorces de voûte et la forme du formeret contre le clocher qui est désaxé. Puis quand a été commencée la travée adjacente au clocher, le chapitre a probablement choisi de construire une cathédrale à trois nefs, une grande nef centrale et deux nefs latérales moins larges.
Mais par manque de moyens financiers, seule la nef latérale nord a été construite. Pour permettre la construction ultérieure de la nef latérale sud, le chapitre avait prévu de construire des piliers pour supporter les ogives de ce côté. Cette construction n'a jamais été faite, même si le procès de 1719 faite par le chapitre à l'évêque montre que cette idée n'avait pas été oubliée.
La travée adjacente au clocher devait être terminée vers 1378. C'est ce que semble montrer la présence de la dalle funéraire de l'évêque Guillaume de Durfort, mort en 1378, dans la chapelle sud. La clef de voûte de la petite nef porte les armes de l'antipape Clément VII (1378-1394).
La construction a dû se poursuivre par la travée du chœur et l'abside de la grande nef. On peut constater que la nef de la petite nef devait être prévue moins longue qu'actuellement parce qu'une fenêtre côté nord a été murée. Une chapelle axiale dédiée à la Vierge devait être prévue entre les contreforts de l'est (on peut voir le départ des nervures à l'extérieur). Le style des nervures semble indiquer que cette partie de l'église a été construite à la fin du XIVe siècle ou au début du XVe siècle.
Les trois travées de la cathédrale comprises entre le chœur et la deuxième travée de la grande nef, et la petite nef jusqu'à son abside, ont été construites au XVe siècle. Le style moins raffiné des nervures a fait penser que cette partie de la cathédrale a été reconstruite après des destructions dues aux protestants. Mais ceux-ci ne sont jamais entrés dans Lombez d'après l'ouvrage de l'abbé Lestrade Les Huguenots en Comminges.

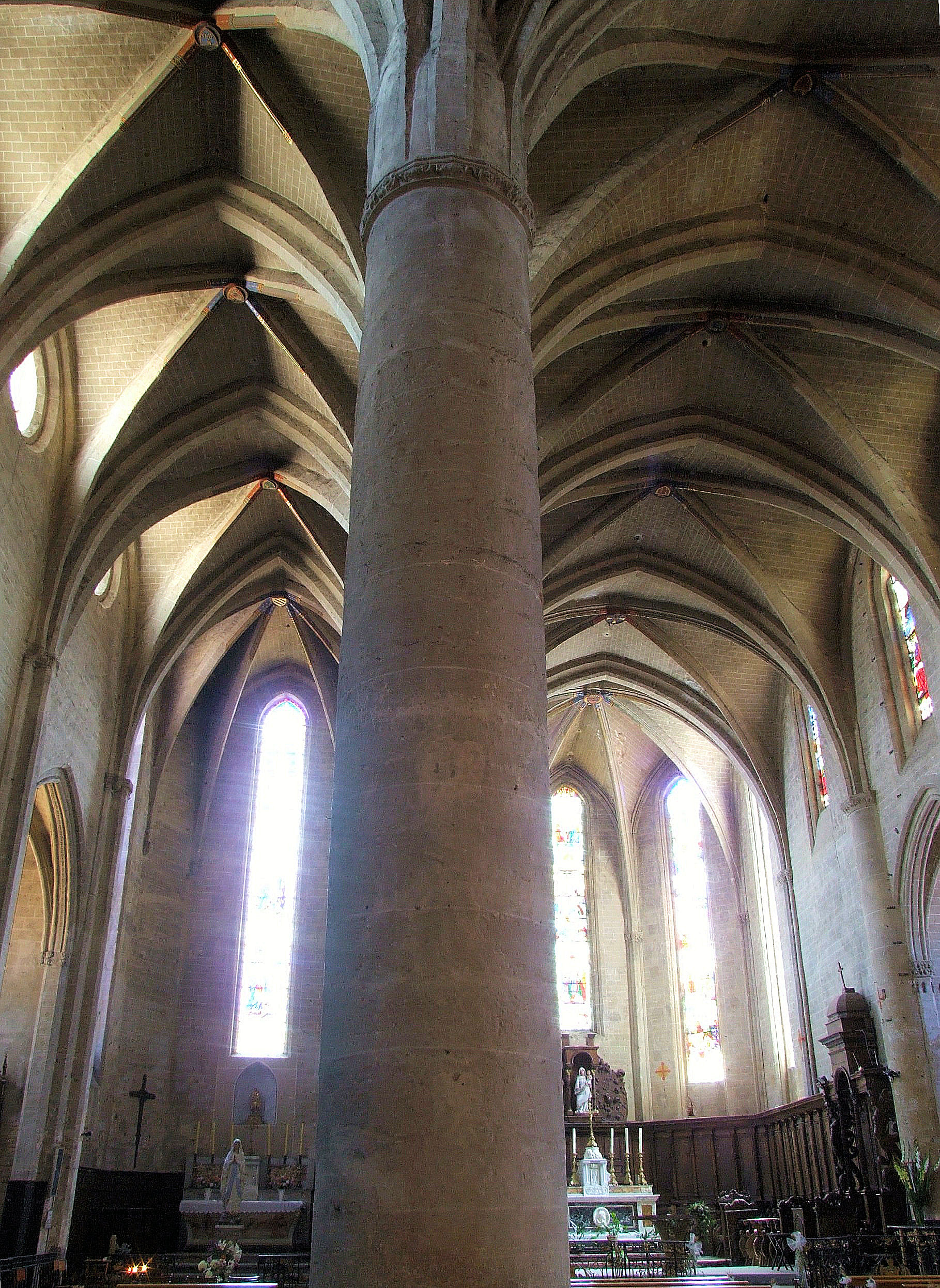
Les deux nefs
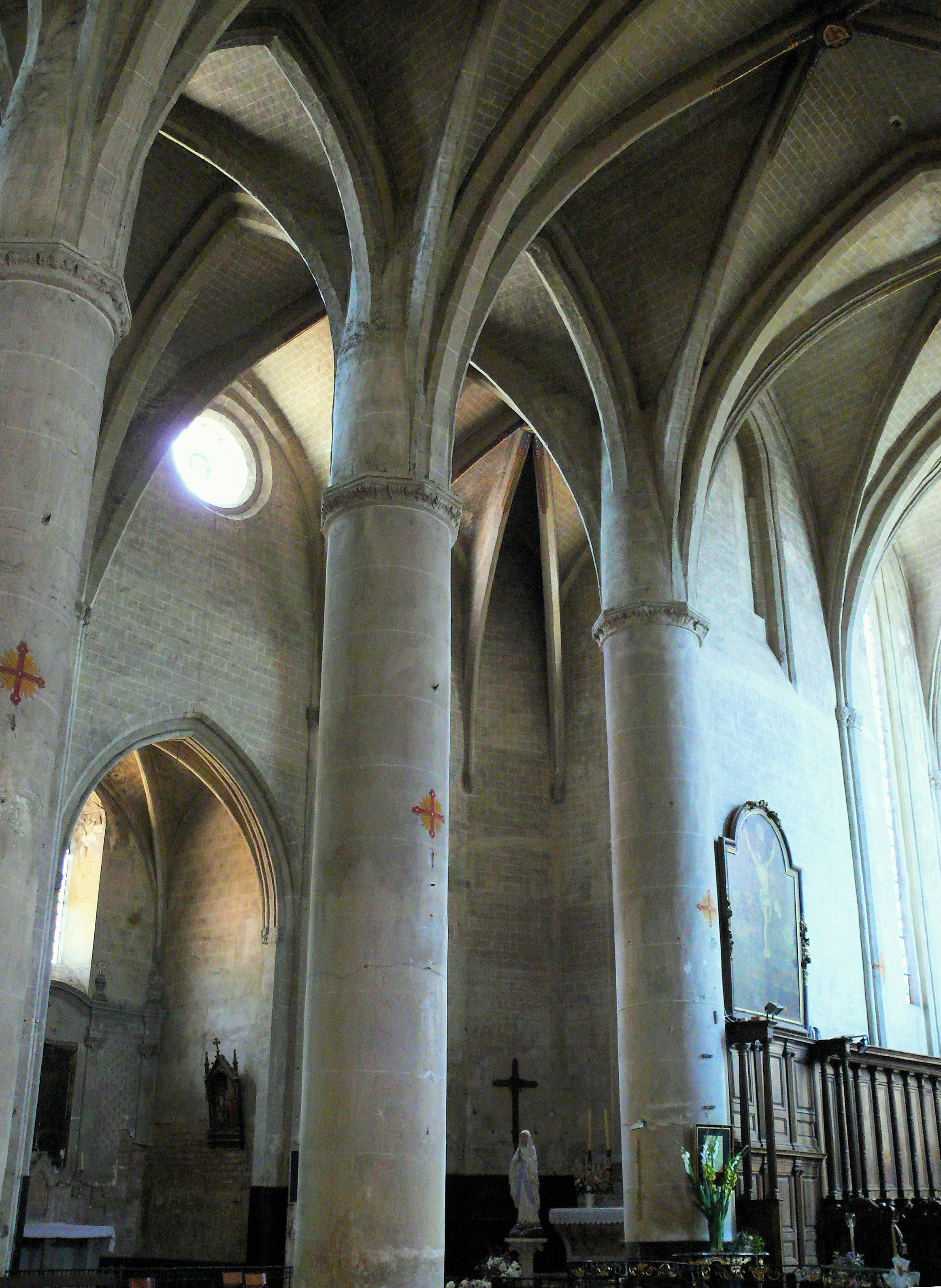
Elévation des piliers médians
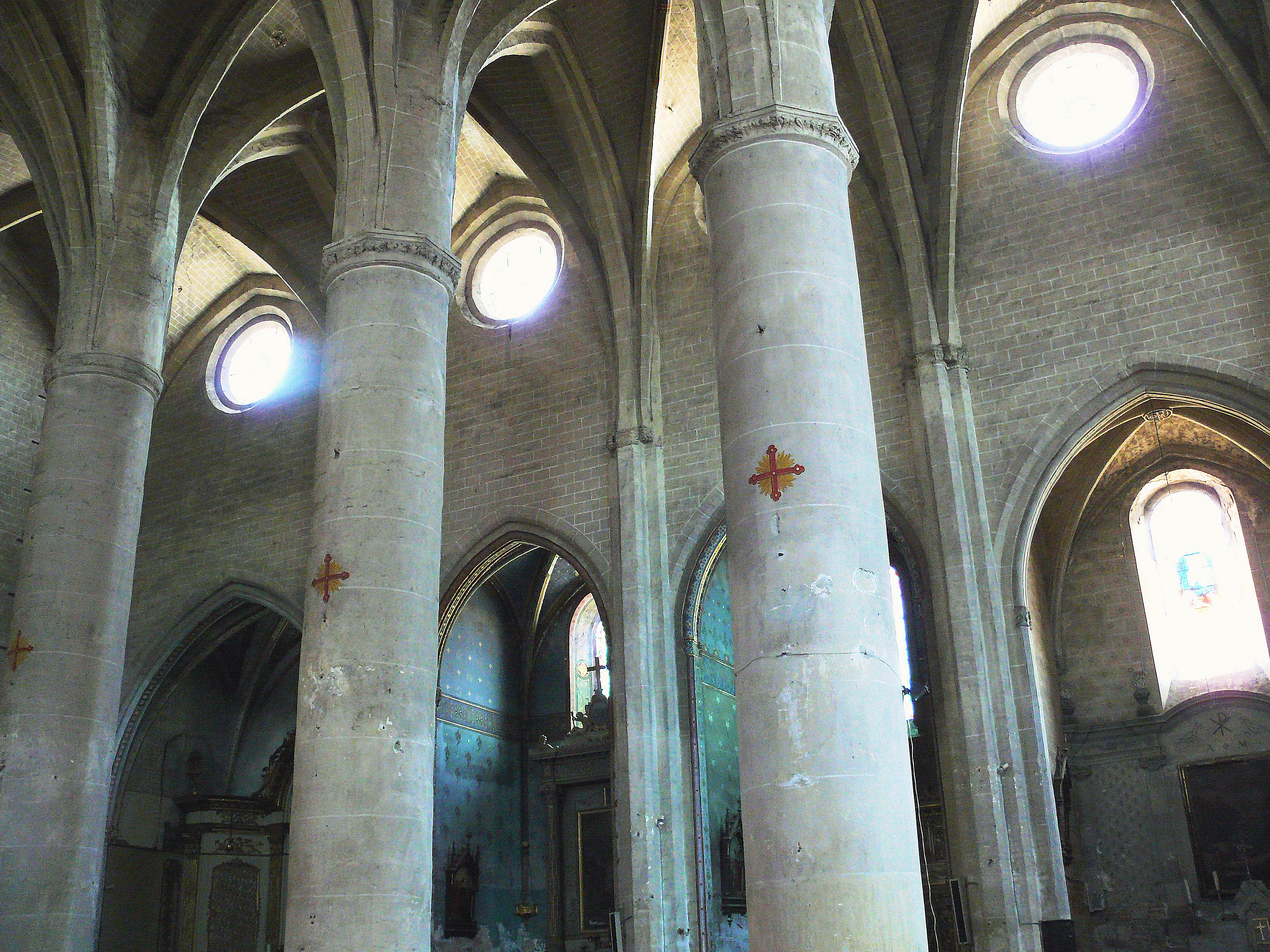
Elévation de la petite nef
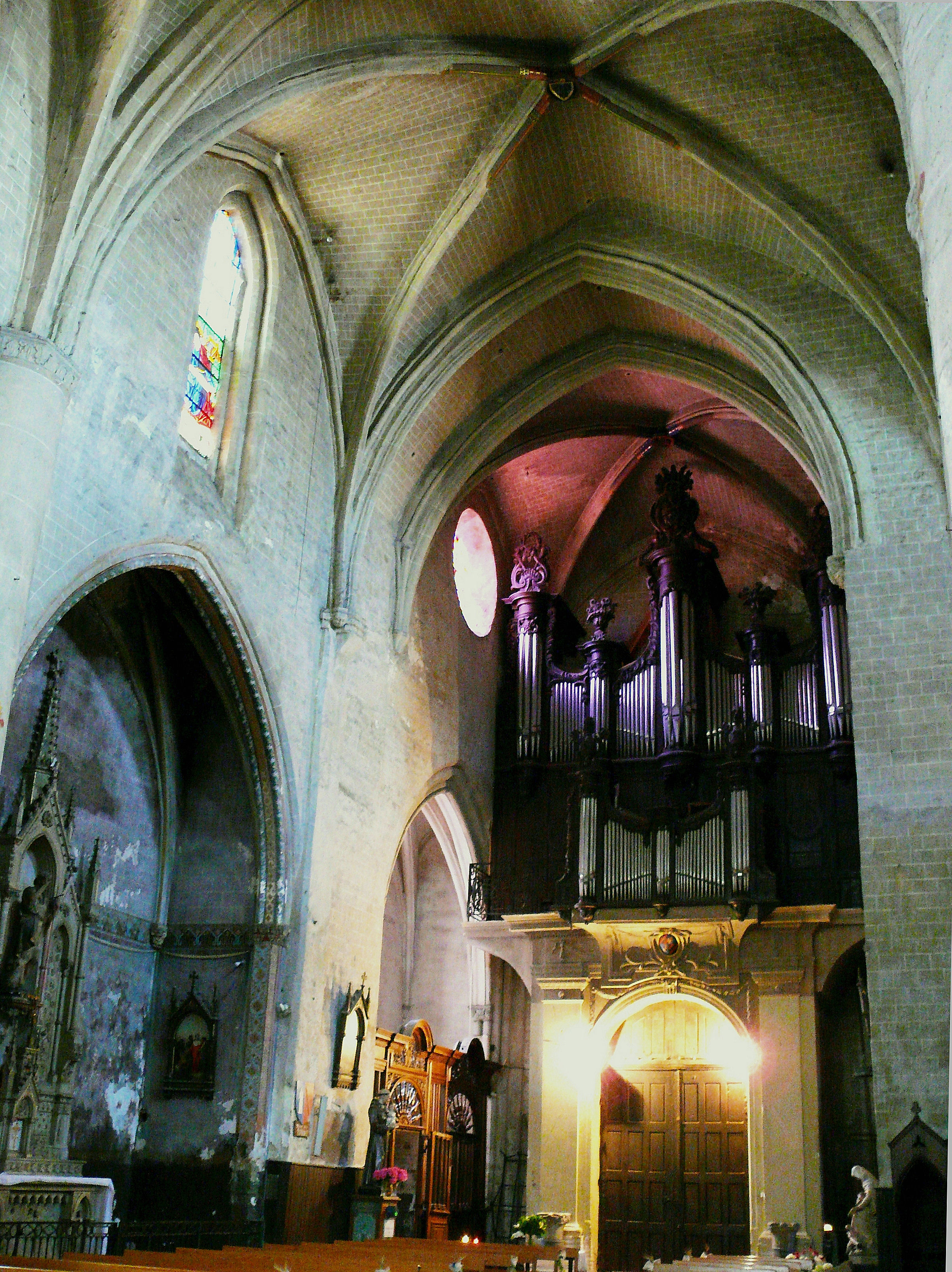
Grande nef et orgue. On constate la différence de largeur de la nef entre la première travée avec la tribune d'orgue et les suivantes et une fausse pile à gauche

L'église n'a été consacrée qu'en 1770. L'évêque Richier de Cerisy expliqua dans un mandement du 8 octobre qu'« après les recherches les plus exactes, il n'avait pu trouver aucune preuve, ni même aucune trace ni vestige que l'église ait jamais été consacrée. »

## Architecture
L’église est d’un style gothique méridional (ou gothique toulousain) très proche des Jacobins de Toulouse : construite en briques, à l’exception de l’entrée ouest en pierre rajoutée plus tardivement dans un style gothique flamboyant.
Le clocher octogonal de type toulousain de cinq étages à baies amorties en mitre est haut de 43 mètres. Il a été achevé vers 1346.
La cathédrale a deux nefs de largeurs inégales. La grande nef a un chevet pentagonal. La hauteur maximale des nefs était de 18 mètres, mais le sol a été rehaussé de 1,50 m pour le protéger des crues de la Save. Elles ne font plus aujourd'hui qu'une hauteur de 16,50 mètres.
Comme pour les édifices toulousains, l'église a des mirandes en haut des murs permettant de dégager un espace entre les voûtes de l'église et la charpente du toit pouvant servir à recevoir des habitants en cas d'attaque de la ville comme de chemin de ronde pour la surveillance.

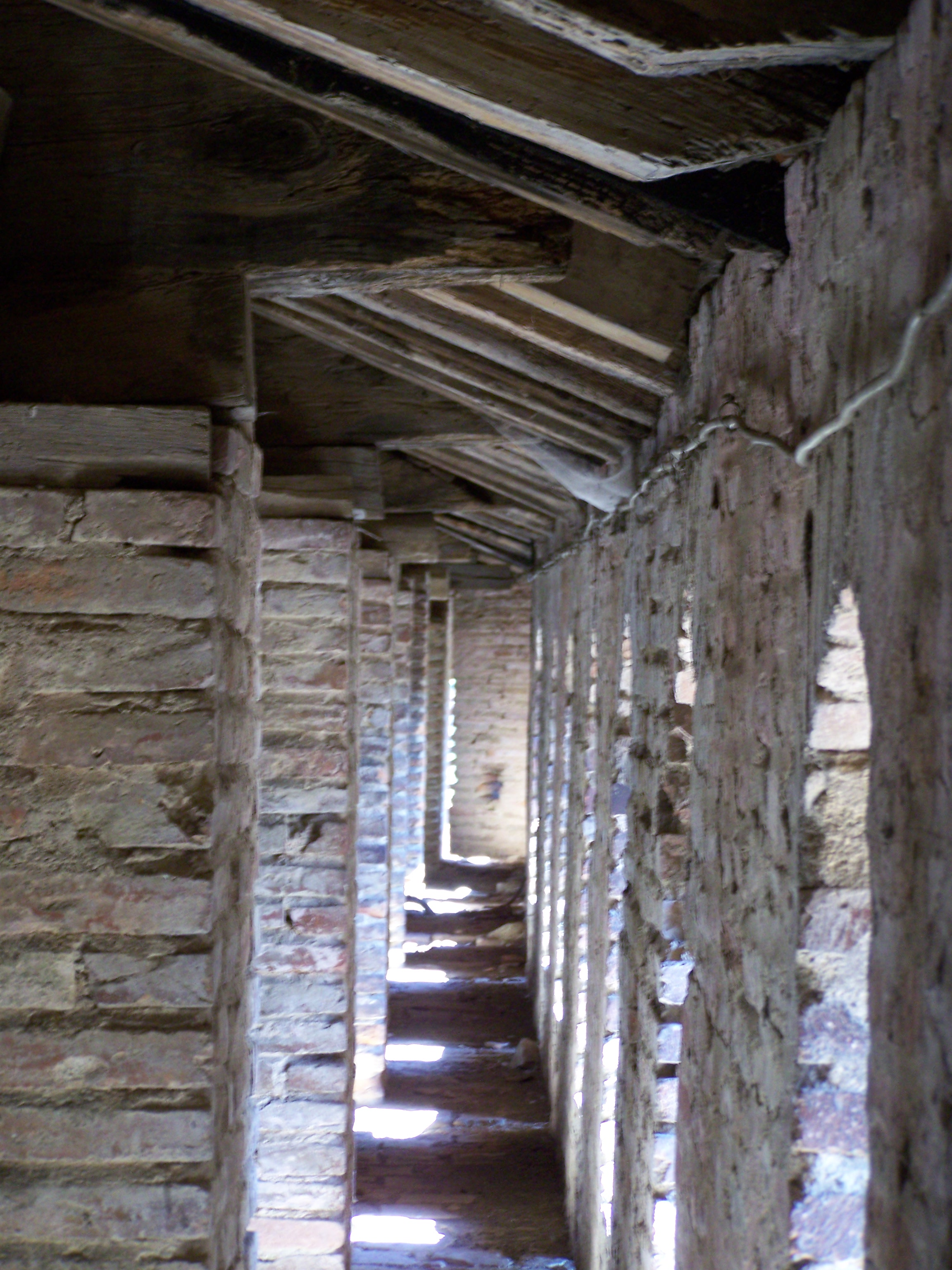
Mirande et chemin de ronde
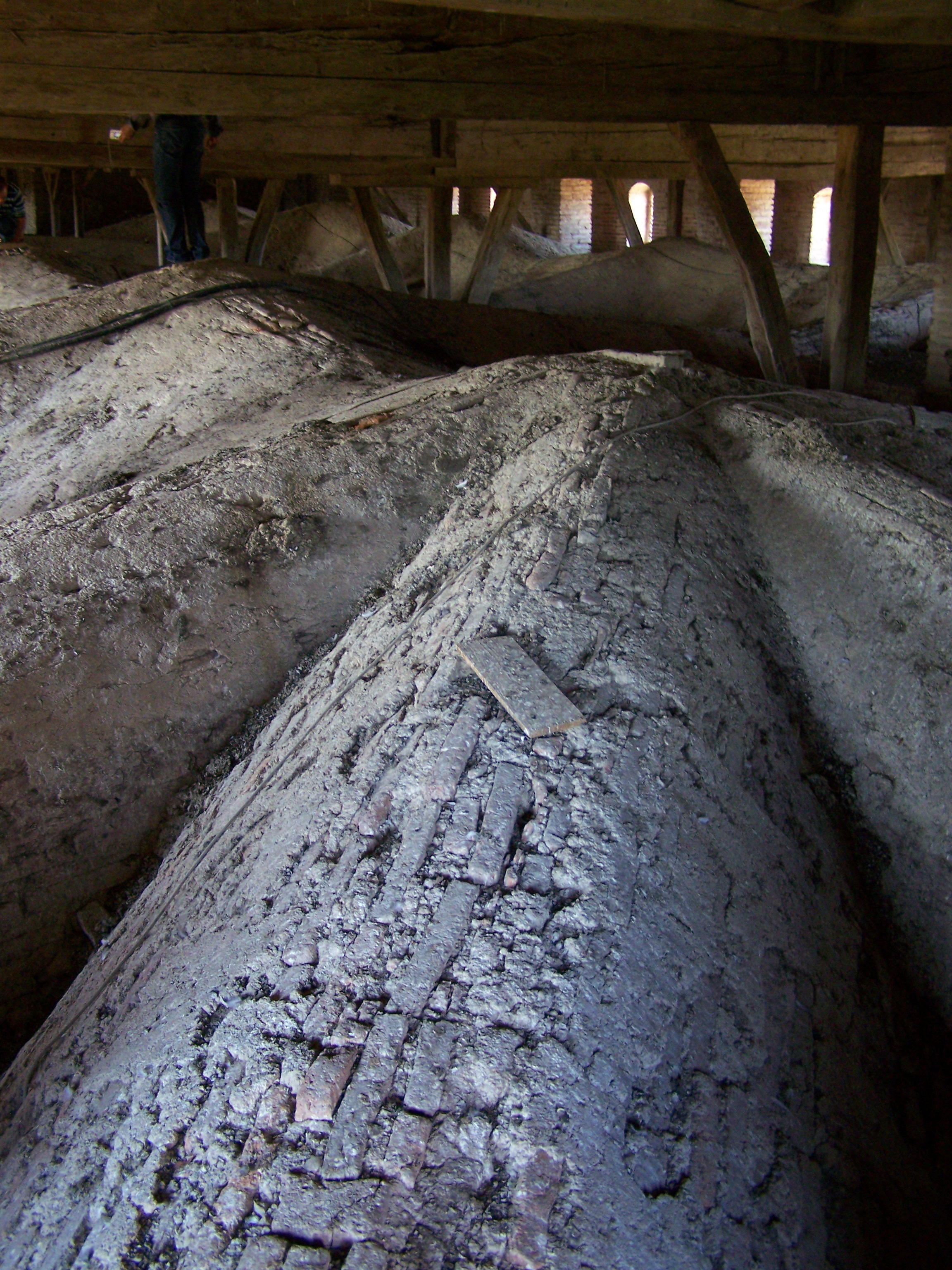
Dessus des voûtes de la cathédrale

## Description du mobilier
Plusieurs objets (verrières, tableau, chasuble) sont référencés dans la base Palissy (voir les notices liées).
On trouve sous la tour un baptistère du XIIe siècle, reste d’une précédente église. Les fonts baptismaux en plomb, du XIIIe siècle, sont décorés de figures religieuses logées dans des médaillons ; ils ont peut-être servi au baptême par immersion.
Une plaque à droite de l’entrée ouest commémore la visite du poète italien Pétrarque en 1330, ami de l’évêque Jacques Colonna (évêque de 1328 à 1341), lui aussi d’origine italienne, qui l’a fait chanoine honoraire en 1335.
On trouve également des stalles du XVIIe siècle portant les armes de l'évêque Cosme Roger (1671-1710), un autel en marbre de Carrare consacré en 1753, et un orgue du XVIIIe siècle qui se rattacherait à l'école de Dom Bedos de Celles avec un très beau buffet.

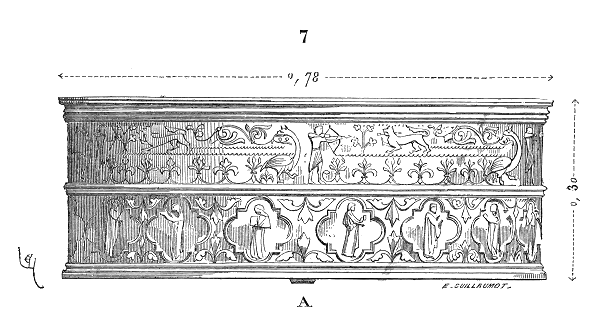
Fonts baptismaux
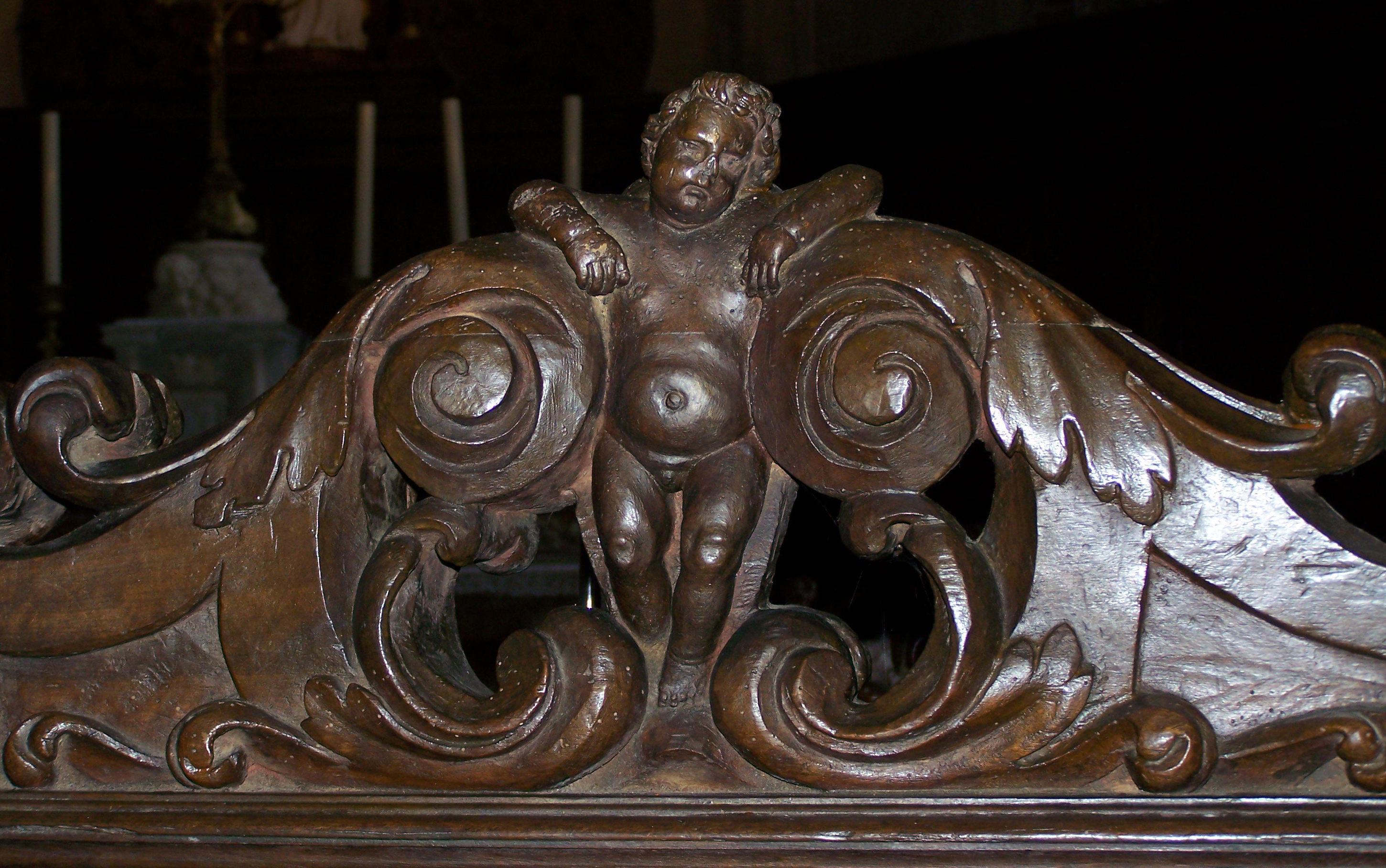
Détail des stalles
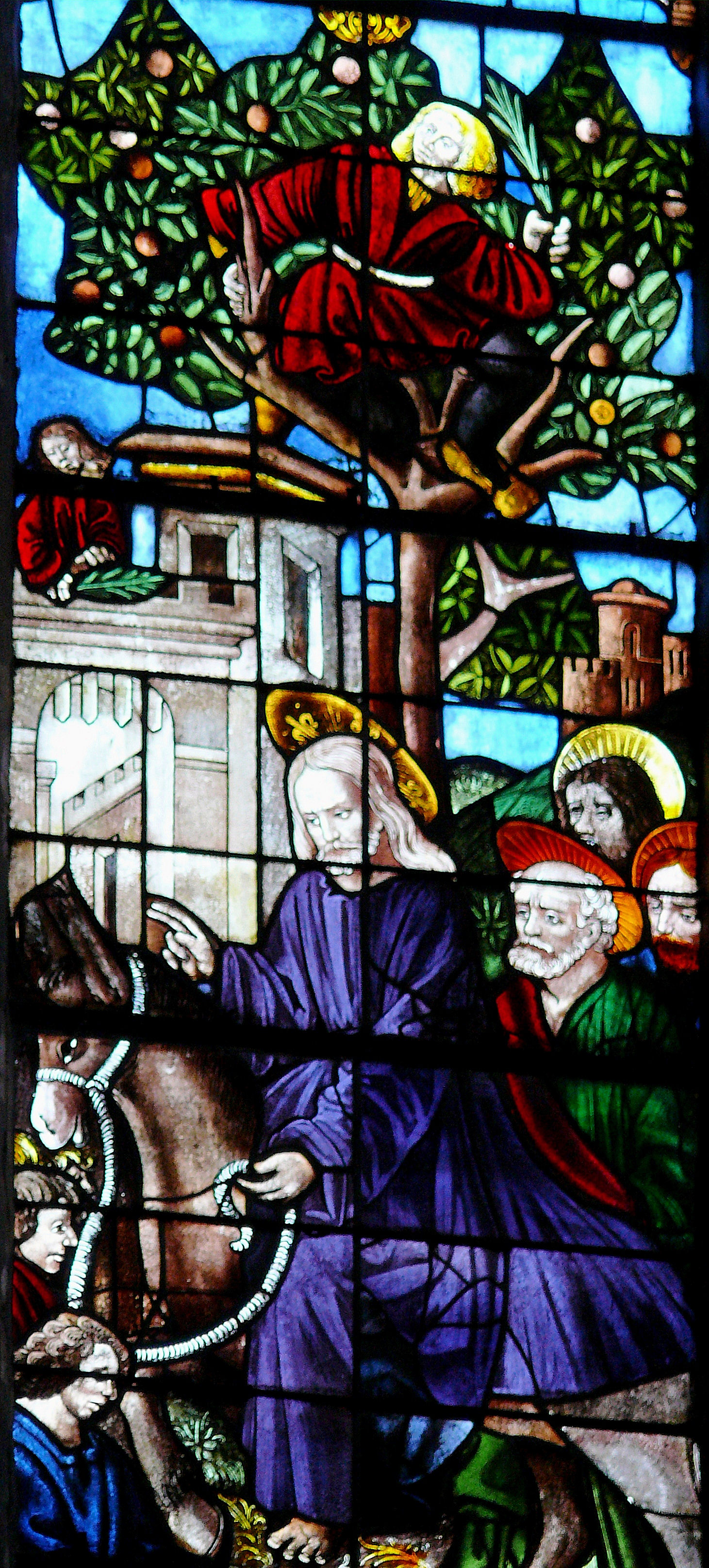
Vitrail du 16e s. - Les Rameaux
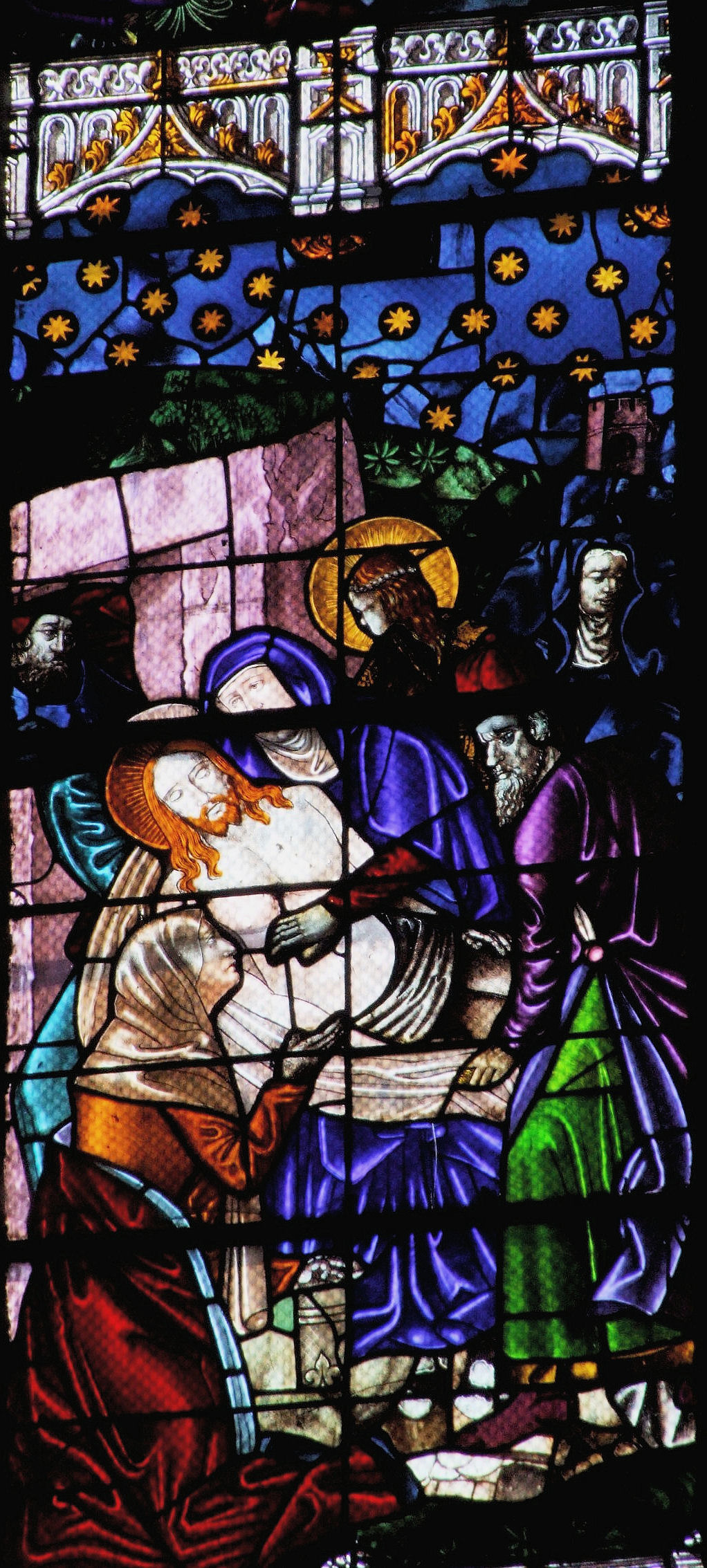
Vitrail du 16e s. - Mise au Tombeau

Trois vitraux montrant des scènes de la vie du Christ et de la Passion, datés des XVe et XVIe siècles (restaurés au XIXe), sont attribués à Arnaud de Moles ou à ses élèves ; les autres vitraux sont du XIXe siècle.
En 2020 ont été découvertes dans l'église un ensemble de statues polychromes composant une Mise au Tombeau du XVe siècle.

## Orgue
Le buffet d'orgue a été réalisé en 1743 par Pierre de Montbrun. Il a été agrandi en 1780-1782 par Guillaume Monturus.
Il est reconstruit en 1879 par Jules Magen. Le facteur d'orgue Pierre Vialle a reconstitué l'orgue de Monturus en 1990.
La partie instrumentale de l'orgue a été classée au titre objet des monuments historiques en 1976, et le buffet, en 1980.